# Ora et labora

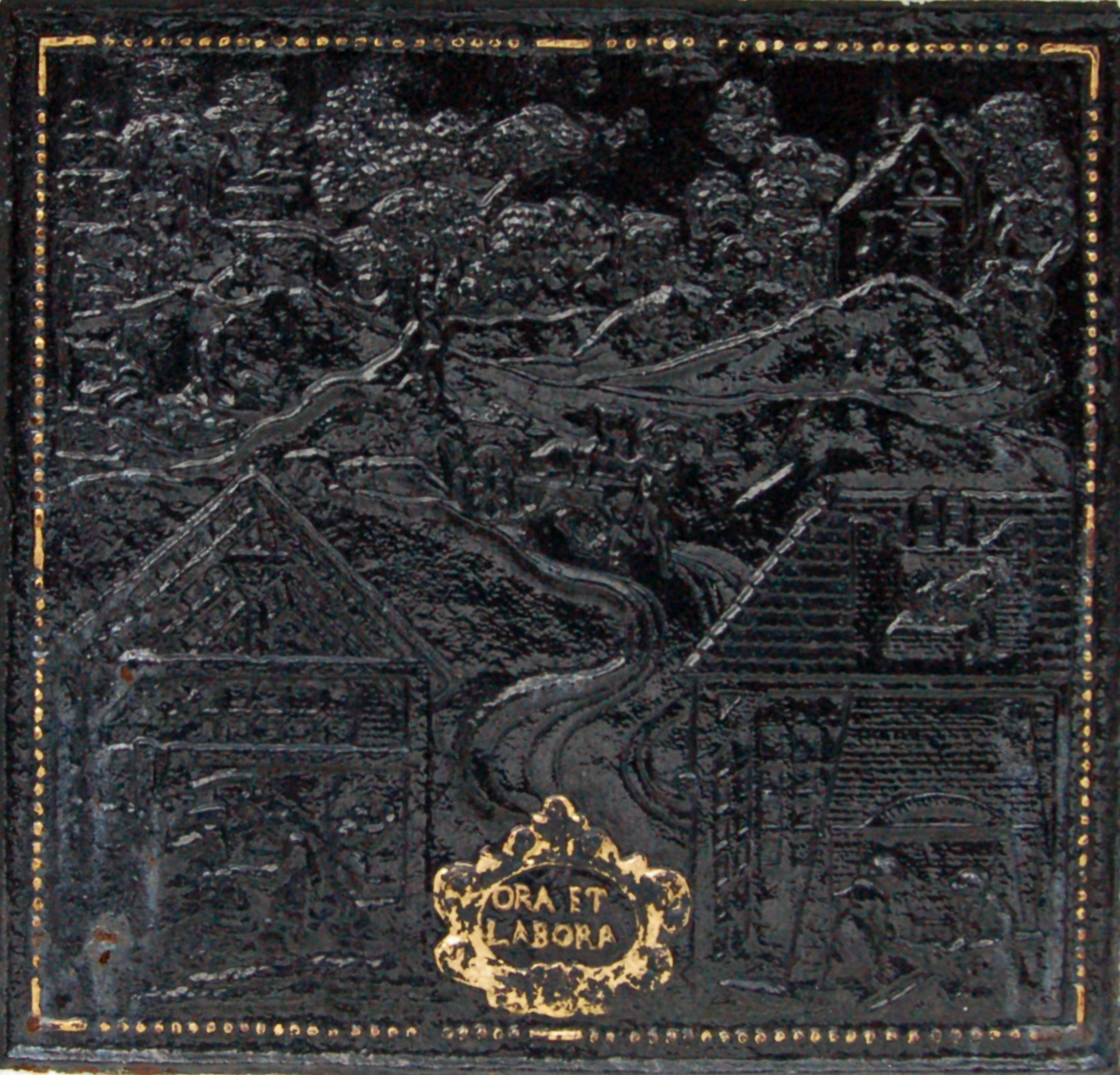
Relief nach dem Motto Ora et labora

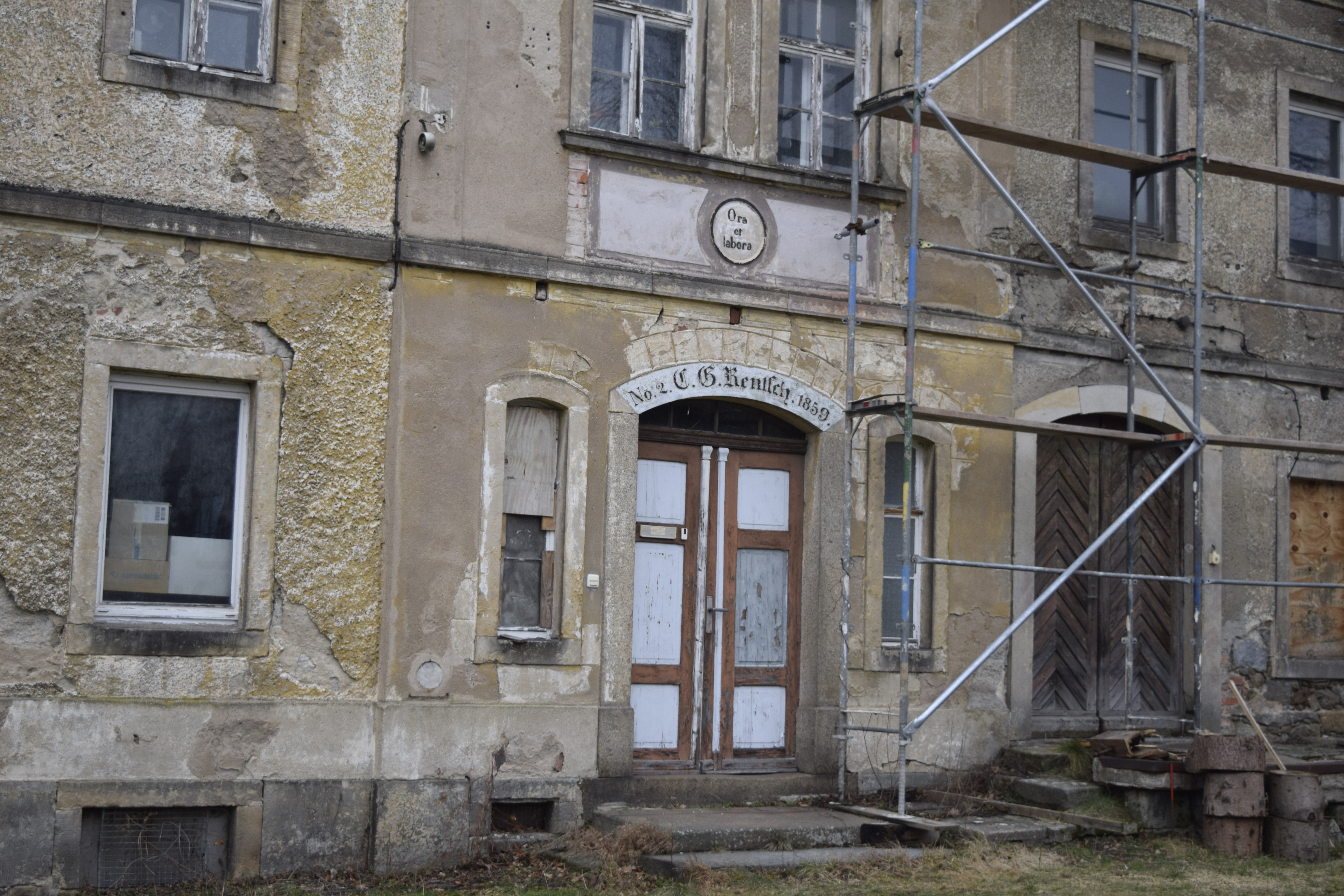
Ora et labora an einer Außenfassade, unter der Fensterbank eines alten Wohnhauses in Neustadt, Sachsen

Ora et labora („bete und arbeite“) ist ein Motto, das sich auf die Tradition des Ordens der Benediktiner beziehen soll.

## Herkunft
Obwohl Ora et labora verbreitet als Grundsatz der benediktinischen Klöster angesehen wird, ist er nicht in der Regula Benedicti des hl. Benedikt enthalten, sondern stammt aus dem Spätmittelalter. Vollständig lautet er: Ora, labora (et lege), Deus adest sine mora („Bete, arbeite (und lies), Gott ist da (oder: Gott hilft) ohne Verzug“). Der kürzere Wortlaut entstammt einem Schriftbild, in dem die Bezeichnung „ora et labora“ in einem Kreis angeordnet war, dass der Leser diese fortlaufend lesen konnte („ora et lab|ora“). Die deutsche Bedeutung des lateinischen Verbs laborare (Imperativ: labora) ist: arbeiten, leiden, leiden an, sich anstrengen, in Not sein und sich abmühen. Die Verkürzung widerspricht in dieser Beziehung auch der Regula Benedicti, die für die Mönche ebenfalls einen von Gebet, Arbeit und geistlicher Lesung geprägten Tagesablauf vorsieht. In der benediktinischen Regel bedeutete labora Handarbeit.

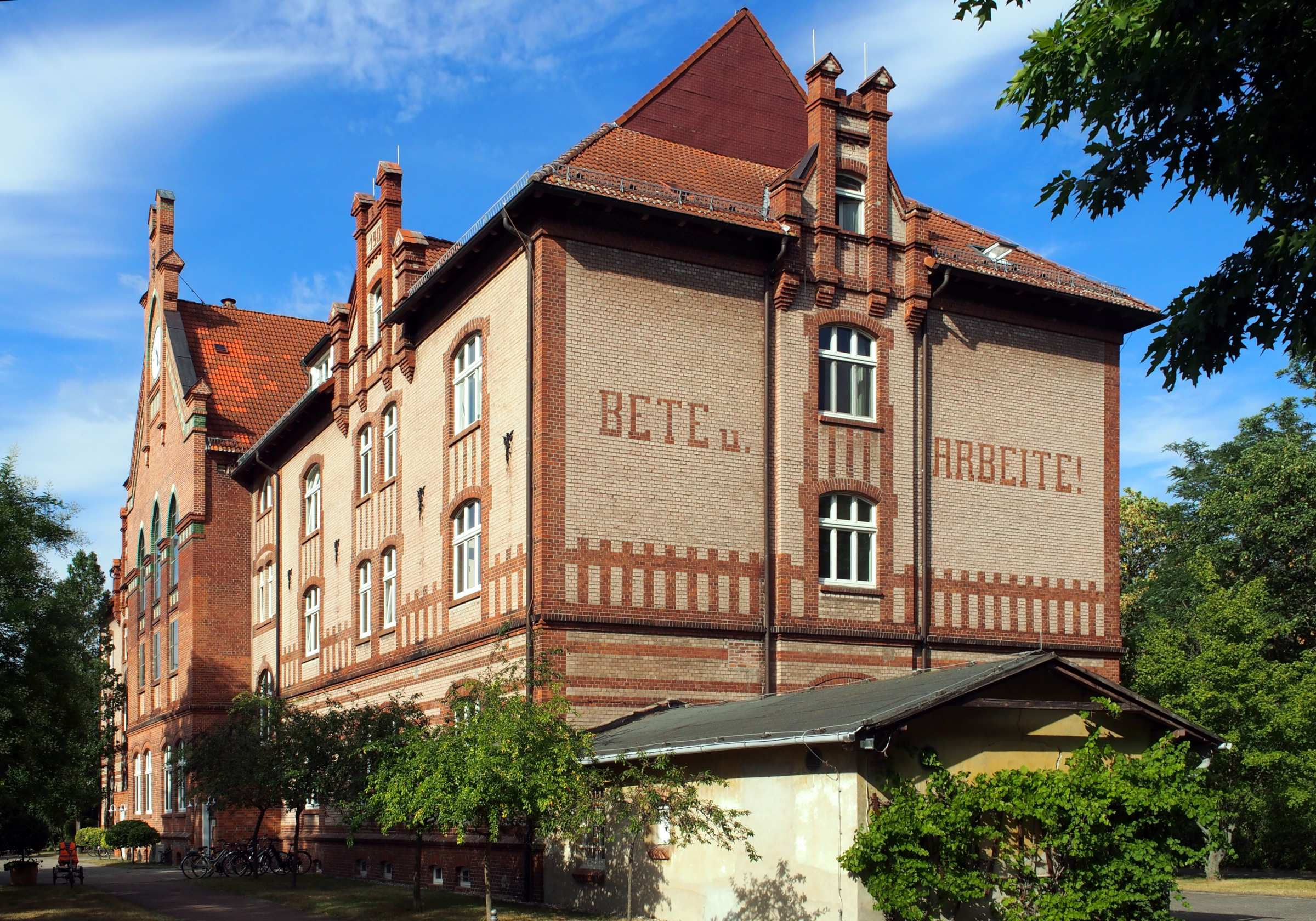
Das Motto wurde auch von anderen christlichen Richtungen verwendet, hier auf Deutsch an der adventistischen Industrie- und Missionsschule Friedensau.

## Interpretation
Die benediktinische Interpretation will ora et labora als „Spannungseinheit“ verstanden wissen, die nur spirituell vermittelt werden könne. Dadurch werde das Gebet „nicht zum Ersatz für die Arbeit und umgekehrt“, sondern es werde eine Verbindung und gegenseitige Einflussnahme geschaffen, die eine wesenhafte Verwiesenheit beider dokumentiere. Es geht darum, „die Reife und Heiligung in der wechselseitigen Durchdringung von Sammlung und Arbeit zu suchen“.
Die Maxime wird als Gegenmittel zu „Aktivismus“ und „Leistungsdenken“ empfohlen, um „das rechte Gleichgewicht zwischen der Suche nach dem Absoluten und dem Einsatz in den täglichen Verantwortungen, zwischen der Ruhe der Betrachtung und der Emsigkeit im Dienst zu finden“.